# Omar Hasan
 Omar José Hasan (San Miguel de Tucumán, 21 de abril de 1971) es un exjugador argentino de rugby que se desempeñaba como pilar. Actualmente es músico, desarrolla su carrera en Toulouse siendo barítono y líder de su grupo Café Tango. Además es entrenador de scrum.

## Biografía
Nacido el 21 de abril de 1971 en San Miguel de Tucumán, Tucumán, Argentina. De niño practicaba, además de rugby, judo y se formó deportivamente en Natación y Gimnasia. En 1995 se coronó campeón del Campeonato Anual Tucumano, cortando una racha de 34 años sin títulos para el club. En 1996 obtuvo el bicampeonato tucumano.
Emigró a Nueva Zelanda en 1997 para jugar en Wellington RFU ( Lions ) y luego en los  ACT Brumbies en 1998 para jugar el Super 12, se fue a Francia para jugar en FC Auch, Agen y finalmente Toulouse donde se retiró en la final del Top 14 en 2008 consagrándose campeón de Francia.

## Selección nacional
Su debut internacional para los Pumas fue en la gira a España,Rumania y Francia en el año 1992 y su primer cap fue el 4 de marzo de 1995 contra Uruguay; Argentina ganó el partido 44-3, que se jugó en Buenos Aires y fue parte del Campeonato Pan-American, Hasan anotó en el juego. En total jugó 64 partidos y marcó 4 tries (20 puntos).

### Participaciones en Copas del Mundo
Disputó su primer mundial en Gales 1999. Argentina inauguró el mundial ante Gales, siendo derrotado 23-18. Argentina saldría calificado mejor tercero en la fase de grupos, superando por primera vez dicha etapa y debería jugar un play-off contra Irlanda para clasificar a cuartos de final; los Pumas triunfarían 24-28 y luego serían eliminados del mundial por Les Blues. Cuatro años más tarde, llegó Australia 2003 donde los Pumas no pudieron vencer al XV del trébol en un duelo clave por la clasificación a cuartos de final. Se retiró del seleccionado en Francia 2007, en el cual Argentina venció a Francia en la inauguración del torneo, Georgia, Namibia e Irlanda para ganar su grupo. En Cuartos de final vencerían a Escocia para hacer historia y llegar por primera vez a Semifinales donde enfrentaron a los eventuales campeones mundiales, los Springboks, siendo la única derrota en el torneo. Argentina enfrentó nuevamente a Les Blues por el tercer lugar del Mundial, una vez más Los Pumas triunfaron 10-34 y Omar anotó un try.
| Mundial                       | Sede      | Resultado        | PJ | Tries |
| ----------------------------- | --------- | ---------------- | -- | ----- |
| Copa Mundial de Rugby de 1999 | Gales     | Cuartos de final | 4  | 0     |
| Copa Mundial de Rugby de 2003 | Australia | Primera fase     | 2  | 0     |
| Copa Mundial de Rugby de 2007 | Francia   | Tercer puesto    | 6  | 1     |

## Palmarés
| Título                              | Equipo              | País      | Año     |
| ----------------------------------- | ------------------- | --------- | ------- |
| Anual Tucumano                      | Natación y Gimnasia | Argentina | 1995    |
| Anual Tucumano                      | Natación y Gimnasia | Argentina | 1996    |
| Copa de Campeones Europeos de Rugby | Toulouse            | Francia   | 2004/05 |
| Top 14                              | Toulouse            | Francia   | 2007/08 |